# Hart, Škocjan v Podjuni
Hart je naselje v Občini Škocjan v Podjuni v Okraju Velikovec na Koroškem v Avstriji.